# Oiketicus
Oiketicus es un género de polillas conocidos como "bichos del cesto" o "bichos canasto" de la familia Psychidae presentes en el Continente americano y Oceanía.

## Especies
- Oiketicus abbotii Grote, 1880 - Polilla del gusano de bolsa de Abbot
- Oiketicus herrichii (Westwood, 1855)
- Gremio Oiketicus kirbyi, 1827
- Oiketicus toumeyi FM Jones, 1922
- Oiketicus townsendi Townsend, 1894
- Oiketicus platensis Berg, 1883